# Paesaggio con arcobaleno
Il Paesaggio con arcobaleno è un dipinto a olio su tavola (135,5x233,9 cm) realizzato nel 1636 circa dal pittore Peter Paul Rubens.
Fa parte della Wallace Collection di Londra.